# Halibut Cove
Halibut Cove est une localité d'Alaska (CDP) aux États-Unis, appartenant au Borough de la péninsule de Kenai. Sa population était de 76 habitants en 2010.
Elle est située à l'intérieur du parc national de la baie Kachemak, sur la rive sud de la baie.
Les températures moyennes vont de −10 °C à −6 °C en janvier et de 7 °C à 18 °C en juillet.
Son nom lui a été donné par William Healey Dall en 1880. Entre 1911 et 1928, Halibut Cove possédait plusieurs entreprises de salaison de poisson, et plus de 1 000 habitants. Depuis 1928, la population a diminué et est constituée de pêcheurs, mais aussi d'artistes et d'artisans d'art. L'été la population atteint les 160 personnes.

## Articles connexes

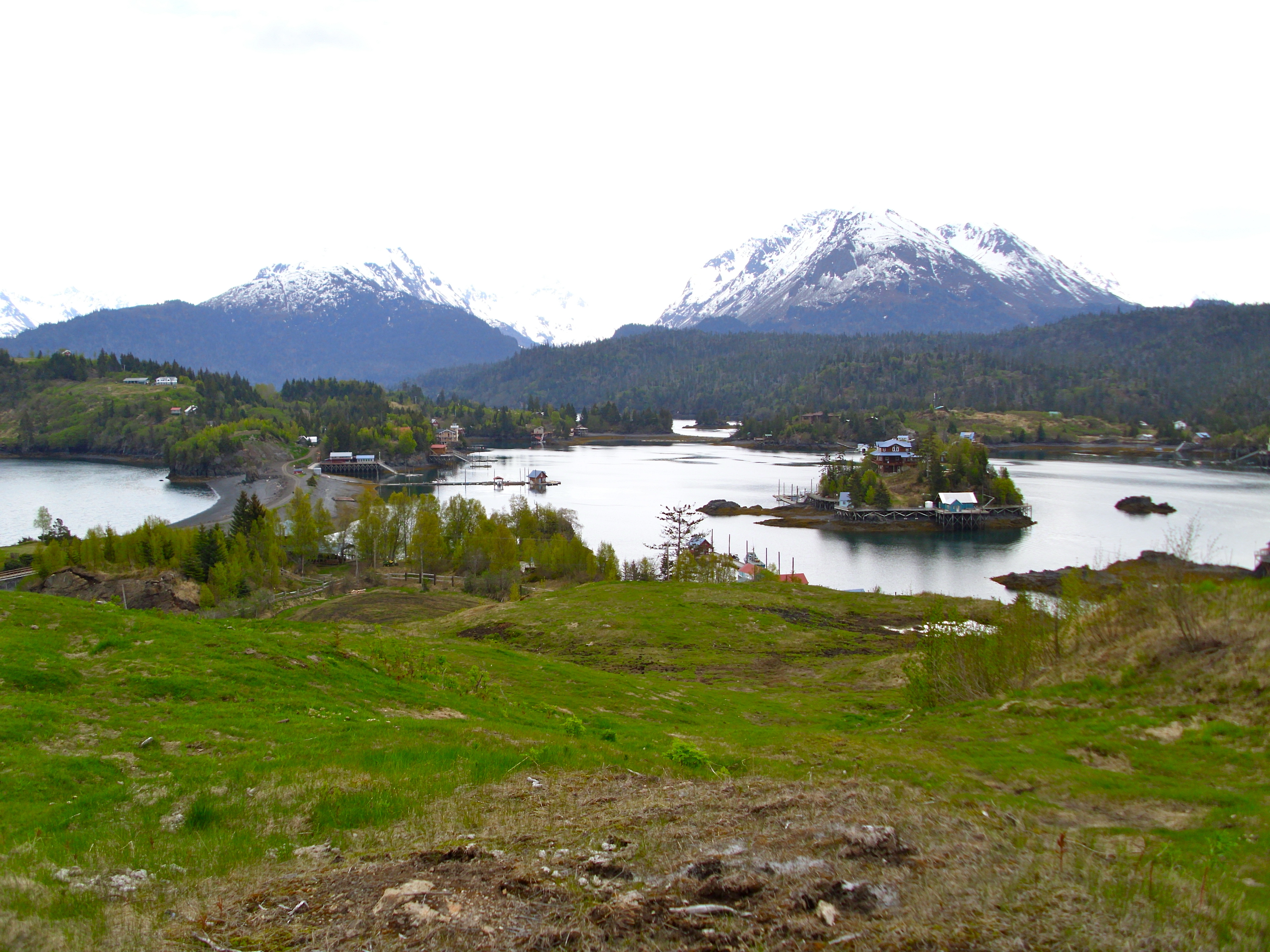
Halibut Cove

## Démographie
| 1940 | 1960 | 1970 | 1980 | 1990 | 2000 |
| ---- | ---- | ---- | ---- | ---- | ---- |
| 23   | 25   | 44   | 47   | 78   | 35   |

| 2010 | - | - | - | - | - |
| ---- | - | - | - | - | - |
| 76   | - | - | - | - | - |